# 阮大年
阮大年（1940年5月25日—），臺灣學者、作家及教育家，籍贯江蘇吳縣（今蘇州市），生於上海。
中國國民黨籍。曾任教育部次長、中原大學校長、行政院科技顧問組執行秘書、國立交通大學校長、東海大學校長、臺中商業專科學校校長、三台聯播科普節目《柯先生與紀小姐》主持人、中國國民黨第12屆候補中央委員、中國國民黨第13－14屆中央委員、中國國民黨第15屆中央評議委員。
篤信基督教。喜歡体育、艺术、古典音乐。育有3女1子。

## 簡表
- 1975年12月20日，任中原理工學院院長，期間中原理工學院升格為中原大學，成为台湾最年輕的大學校長。
- 1984年6月7日，任教育部政務次長並推動完成廢除髮禁制度。
- 1996年12月15日，任國立臺中商專校長且完成臺中商專升格為臺中技術學院。

## 著作
著有《生命有甘泉》、《走出自己的路》、《EUREKA我找到了》、《寫給真理的追尋者》、《給你，工廠人》、《福至天降：你要痊癒嗎》、《福自天降：新生命》、《福自天降：愛的故事》、《福自天降：神愛世人》、《搭一座橋》、《跑道》、《給一世溫情的對待：關懷社會篇》

## 外部連結
- 交大發展館
- 国家数字文化网（阮大年） （页面存档备份，存于）

| 教育職務         | 教育職務                                                 | 教育職務      |
| ---------------- | -------------------------------------------------------- | ------------- |
| 中原大學         |                                                          |               |
| 前任： 韓偉      | 中原大學校長 第四任 1975年12月20日－1981年7月28日        | 繼任： 尹士豪 |
| 國立交通大學     |                                                          |               |
| 前任： 郭南宏    | 國立交通大學校長 第五任 1987年5月28日－1992年7月11日     | 繼任： 鄧啟福 |
| 東海大學         |                                                          |               |
| 前任： 梅可望    | 東海大學校長 第五任 1992年7月11日－1995年                | 繼任： 王亢沛 |
| 國立台中技術學院 |                                                          |               |
| 首任             | 國立台中技術學院校長 第一任 1997年1月13日－2007年6月30日 | 繼任： 李淙柏 |